# 2012년 3월
| 2012년: 1월 · 2월 · 3월 · 4월 · 5월 · 6월 · 7월 · 8월 · 9월 · 10월 · 11월 · 12월 |

| <          | 2012년 3월 | 2012년 3월 | 2012년 3월 | 2012년 3월  | 2012년 3월 | >          |
| 일         | 월         | 화         | 수         | 목          | 금         | 토         |
|            |            |            |            | 1 2.9 신유  | 2 10 임술  | 3 11 계해  |
| 4 12 갑자  | 5 13 을축  | 6 14 병인  | 7 15 정묘  | 8 16 무진   | 9 17 기사  | 10 18 경오 |
| 11 19 신미 | 12 20 임신 | 13 21 계유 | 14 22 갑술 | 15 23 을해  | 16 24 병자 | 17 25 정축 |
| 18 26 무인 | 19 27 기묘 | 20 28 경진 | 21 29 신사 | 22 3.1 임오 | 23 2 계미  | 24 3 갑신  |
| 25 4 을유  | 26 5 병술  | 27 6 정해  | 28 7 무자  | 29 8 기축   | 30 9 경인  | 31 10 신묘 |

| 편집하기 |

## 2012년3월 30일(금요일)
사회
- 스페인에서 재정 긴축 정책에 반대하는 100만명 이상이 참여한 양대 노총의 총파업이 시작되다.

## 2012년3월 29일(목요일)
선거
- 대한민국 제19대 총선 선거운동이 이날 0시를 기해 시작되다.

## 2012년3월 28일(수요일)
사회
- 디도스 특검팀이 중앙선거관리위원회와 KT, LG 등의 서버 보관 장소 등 5곳을 압수수색하다.
- 동북아역사재단 독도연구소가 19세기 말에 제작된 일본 지도를 공개하다.

## 2012년3월 27일(화요일)
국제
- 교황 베네딕토 16세가 쿠바를 방문하다.

## 2012년3월 26일(월요일)
연예
- 가수 겸 작사가인 반야월이 별세하다.

회의
- 대한민국 서울특별시에서 2012년 핵안보정상회의가 이틀간의 일정에 돌입하다.

## 2012년3월 25일(일요일)
정치
- 마키 살이 세네갈의 대통령에 당선되다.

## 2012년3월 22일(목요일)
사회
- 미국 버락 오바마 대통령이 세계은행 총재에 김용을 지명하다.

## 2012년3월 21일(수요일)
군사/테러
- 말리에서 군사 쿠데타가 발생해 아마두 투마니 투레가 축출되다.

## 2012년3월 20일(화요일)
연예
- 노벨 평화상 수상자들이 뽑은 ‘2012 평화의 인물(Man of Peace)’에 배우 숀 펜이 선정되다.

## 2012년3월 17일(토요일)
사회
- 우크라이나 태생의 나치 전범 이반 데미야뉴크가 사망하다.

정치
- 독일 새 대통령에 민주화 운동가 출신 요아힘 가우크가 선출되다.

(현지시각)
사고
- 볼턴 원더러스 FC의 미드필더 파브리스 무암바 선수가 심장마비로 쓰러져 볼턴과 토트넘과의 FA컵 8강 경기가 중단, 취소되다.

## 2012년3월 16일(금요일)
사회
- 조선민주주의인민공화국이 광명성 3호 발사 계획을 발표하다.

## 2012년3월 15일(목요일)
정치
- 중국 공산당이 보시라이 충칭시 당서기를 해임하고 장더장을 신임 서기로 임명하다.

경제
- 피치 그룹이 영국의 신용등급 전망을 '안정적'에서 '부정적'으로 하향 조정하다.

## 2012년3월 14일(수요일)
사고
- 스위스 남부에서 벨기에 초등학생을 태운 버스가 고속도로 터널 벽을 들이박아 28명이 사망하다.

## 2012년3월 13일(화요일)
문화
- 브리태니커 백과사전의 종이책 출판이 224년 만에 중단되다.

## 2012년3월 12일(월요일)
경제
- 스위스 국민들이 유급휴가를 늘리는 포퓰리즘 안건을 부결시키다.

## 2012년3월 9일(금요일)
정치
- 대한민국의 야권 연대 협상이 타결되다.

경제
- 일본 도요타 자동차가 미국에서 70만대를 리콜하기로 결정하다.

## 2012년3월 8일(목요일)
재난/재해
- 오스트레일리아 동부 일대에서 홍수로 많은 피해가 발생하다.

사고
- 타이의 한 고층 호텔에서 화재가 발생하다.

## 2012년3월 5일(월요일)
군사/테러
- 아프리카 콩고에서 군 탄약고가 잇따라 폭발하여 200여명 이상이 사망하다.

## 2012년3월 4일(일요일)
선거
- 러시아에서 치러진 대통령 선거에서 블라디미르 푸틴이 재선되다.

## 2012년3월 3일(토요일)
경제
- 무디스가 그리스 신용등급을 Ca에서 C로 한 단계 내리다.

사회
- 대한민국이 주5일제를 전면 시행하다.

사고
- 폴란드의 슈체코치니에서 열차 충돌 사고가 일어나 16명이 사망하다.

재난/재해
- 미국 중서부와 남동부를 휩쓴 토네이도로 50여명이 사망하다.

## 2012년3월 2일(금요일)
사회
- 바티칸 교황청이 갈릴레오 갈릴레이의 종교재판 기록 등 비밀문서 100여점을 일반에 공개하다.

정치
- 디도스 특검의 특별검사로 박태석 변호사가 내정되다.

## 2012년3월 1일(목요일)
정치
- 핀란드의 새 대통령으로 사윌리 니니스퇴가 선출되다.

재난/재해
- 일본 이바라키현 일대에서 규모 5.4의 지진이 발생하다.